# Sèmè-Kpodji
Sèmè-Kpodji är en kommun i departementet Ouémé i Benin. Kommunen hade 222 701 invånare år 2013.